# Élection présidentielle américaine de 1868 en Alabama
L'élection présidentielle américaine de 1868 en Alabama se déroule le 3 novembre 1868, dans le cadre de l'élection présidentielle de 1868. Elle voit la victoire du général Ulysses S. Grant contre l'ancien gouverneur de l'État de New York Horatio Seymour. C'est la première élection organisée dans le cadre de la Reconstruction après la Guerre de Sécession, l'Alabama ayant fait partie de la États confédérés jusqu'à la fin du conflit.

## Résultats
| Candidats        | Candidats                  | Candidats         | Grands électeurs | Vote populaire | Vote populaire |
| À la présidence  | À la vice-présidence       | Parti             | Grands électeurs | Voix           | %              |
| ---------------- | -------------------------- | ----------------- | ---------------- | -------------- | -------------- |
| Ulysses S. Grant | Schuyler Colfax            | Parti républicain | 8                | 76 667         | 51,25          |
| Horatio Seymour  | Francis Preston Blair, Jr. | Parti démocrate   | 0                | 72 921         | 48,75          |
| Write-in         |                            |                   | 0                | 6              | 0              |